# Собор Богоявления (Иркутск)
Собо́р Богоявле́ния Госпо́дня (Богоявле́нский собо́р) — православный храм в Иркутске, расположенный в историческом центре города на пересечении улиц Сухэ-Батора и Нижней набережной Ангары. Является вторым старейшим каменным зданием Иркутска. В XVIII—XIX веках — кафедральный собор Иркутской епархии.

## История

### XVII—XVIII века
Первый деревянный собор был построен в 1693—1695 годах за восточной стеной Иркутского кремля. Все постройки этого храма сгорели во время пожара 1716 года.
Спустя два года было решено восстановить собор, но уже из кирпича. Пожертвования на его строительство делали горожане и гости Иркутска. Через шесть лет после закладки первого камня, 12 мая 1724 года был освящен первый теплый придел во имя святых апостолов Петра и Павла.
В 1727 году, когда Иркутская епархия полностью отделилась от Тобольской, строительство собора продолжилось, о чём свидетельствует запись из Приходо-расходной книги храма:

«В 1727 г. подрядчиками Петром Пахаевым, Насильем да Иваном Кирпишниковыми, посадским человеком Иваном Корюкиным да служилым Иваном Поповым поставлено кирпичей, первым 30 тысяч, вторым 20 тысяч и последними 20 тысяч, по 3 рубля за тысячу. В следующем 1728 г. плачено за возку кирпичей с заводов на место постройки Павлу Кучумову за 50 тысяч и Федору Максимову за 40 тыс. по 24 коп. с тысячи… Декабря 3 числа 1730 г. посадский человек Петр Пахаев взял на себя подряд сделать на своем заводе для церковного строения 55 тыс. кирпичу доброго на сроки к 20 числу июля будущего 1731 г. 30 тыс., а остальные 25 тыс. к 15 числу августа. Цены рядили с каждой тысячи по два рубля с полтиною. В случае же непоставки к сроку кирпичей подрядчик обязывался сделать их вдвое. 12 числа же месяца принял на себя подряд поставить такое же количество кирпича и на тех же условиях иркутский служилый Василий Гилишев. 23 декабря на тех же условиях взял подряд на 12 тыс. кирпичей иркутский служилый человек каменщик Афанасий Курно сов. 17 числа января 1731 г. посадский человек Семен Ефимов Ракин подрядился сделать к Ильину дню 20 тыс. кирпичу доброго красного по той же цене, по 2 руб. 50 коп, за тысячу. 20 числа января посадские люди Иван Михайлов Мальцев и Леонтий Данилов Ярыгин подрядились на тот же срок и по той же цене доставить 10 тыс. кирпичу. Апреля 7 числа 1731 г. вышеупомянутый Павел Кучумов подрядился возить кирпич из-за полисаду от кирпичных сараев Пахаева уже не по 24 коп., как прежде, а по две гривны с тысячи. Последним сроком было 1-е число октября 1731 года».

В 1729 году была завершена колокольня, а 22 июля того года был освящён придел во имя Иоанна Воина, который существовал до 1818 года.
Во время Большого Южно-Байкальского землетрясения 27 июня 1742 года сломался крест на одной из малых глав собора и обрушился каменный шатёр колокольни, вместо которого был сделан деревянный купол со шпилем.
Торжественное освящение Богоявленского собора состоялось 25 сентября 1746 года.
В 1755 году было начато строительство каменной ограды вокруг храма. В 1760-е годы к трёхпрестольному собору были пристроены ещё три придела: один с южной стороны — во имя Казанской иконы Божией Матери, и два с северной — во имя Иоанна Предтечи (упразднен в 1870 году) и во имя Всех святых. В 1918 году на месте упраздненного ранее Предтеченского придела освятили новый — во имя свт. Софрония, епископа Иркутского.
В 1771 году в соборе был похоронен святитель Софроний Иркутский. Помимо него в усыпальнице Кафедрального собора погребены иркутские архиереи: Михаил Миткевич, Вениамин Багрянский, Михаил Бурдуков, Иоанн Смирнов.

### XIX век
В ночь с 23 на 24 апреля 1804 года произошло землетрясение, в результате которого слетел крест собора и повреждён пятый купол, который позже был убран.
В сентябре 1812 года началось строительство второй соборной колокольни. Колокол был отлит ещё в 1797 году весом более 12 тонн и висел на столбах. Это был самый большой колокол в городе, поэтому получил соответствующее название — Большой. 30 марта 1815 года колокол был поднят на новую колокольню в стиле русского классицизма, которая 10 июня окончательно была покрыта железом и увенчана крестом.
30—31 декабря 1861 года во время землетрясения на Байкале собор вновь получил серьёзные повреждения: треснули своды, некоторые арки лопнули, выпали рамы, а в Петропавловском иконостасе с места сдвинулись две колонны.
В 1868 году начался капитальный ремонт собора, закончившийся в 1871 году.
Во время пожара 1879 года огонь остановился у стен Собора Богоявления, и собор не пострадал.
Во второй половине XIX века рядом с собором было построено Архиерейское подворье, где расположились покои архиерея и административные помещения. Со временем сюда перевели Духовную консисторию, появилась библиотека православной периодики, построили здание для духовного училища. Также была усыпальница нескольких иркутских архиереев.
24 июня (6 июля) 1891 года собор посетил прибывший в Иркутск из заграничной части своего Восточного путешествия с Дальнего Востока цесаревич Николай Александрович, будущий император Николай II. В храме было совершено молебное пение.

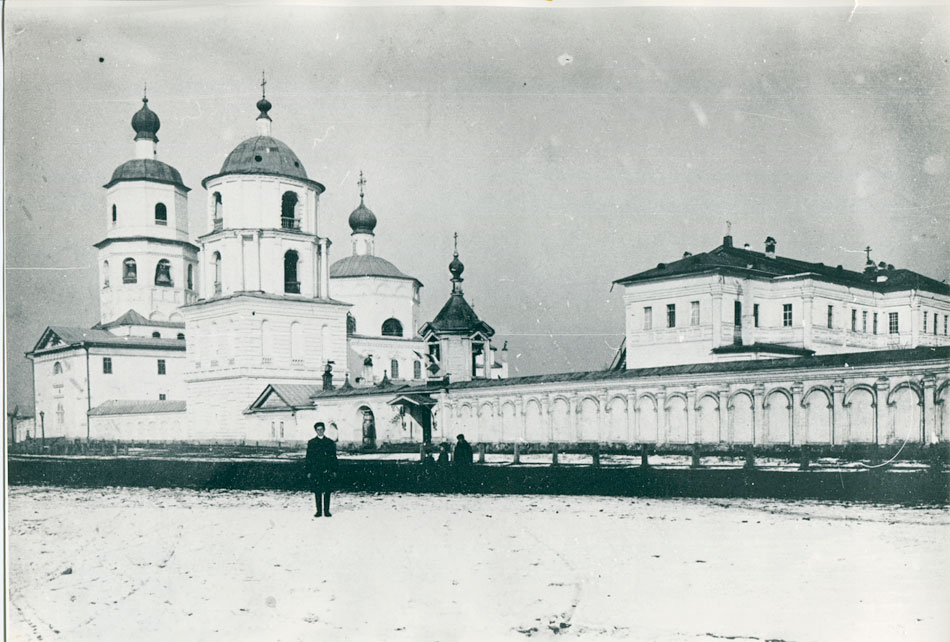
Собор Богоявления в начале XX века

В 1894 году завершилось строительство Казанского собора, в который была перенесена кафедра Иркутской епархии, что означало потерю Богоявленским собором статуса кафедрального собора.

### Советское время
После Октябрьской революции 1917 года Собор Богоявления был закрыт для верующих. В его здании разместился кондитерский цех хлебозавода. Храм неоднократно подвергался изменениям под производственные нужды завода. Четверик соборного здания был разделён на несколько этажей под общежитие.
В 1960 году Богоявленский собор и Спасскую церковь хотели снести. Специально для подписания соответствующих бумаг приехала Галина Оранская, архитектор из Москвы. Но вместо того, чтобы дать приказ о сносе, она взялась за реконструкцию культовых сооружений. Тогда же храм получил статус памятника архитектуры республиканского значения. При этом в предполагаемом первоначальном виде была восстановлена шатровая колокольня, разрушенная землетрясением в XVIII веке; проект на основании сохранившихся в Подмосковье аналогов составила сама Оранская.
В 1968 году печи хлебозавода были ликвидированы, началась реставрация собора, которая продлилась 18 лет. После реставрации храм был передан Областному краеведческому музею.

### Постсоветский период
В 1994 году Собор Богоявления был передан Иркутской епархии, которая вскоре начала проводить богослужения в Петропавловском приделе.
В 2002 году была завершена роспись алтаря.
C 2013 года — главный кафедральный собор Иркутской области и митрополии.

## Галерея

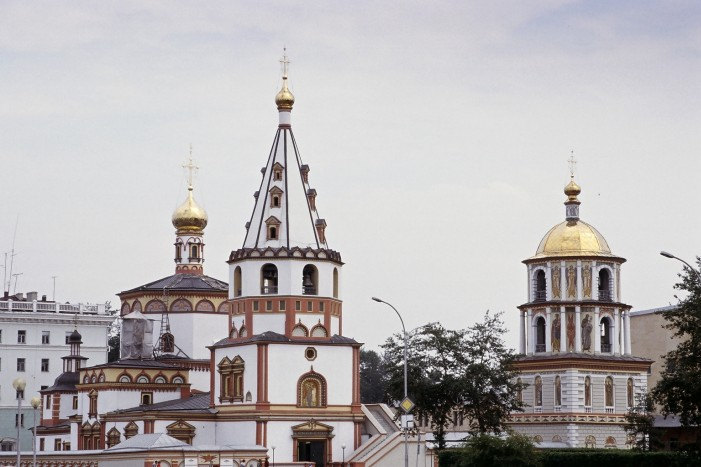
Общий вид с пешеходного мостика
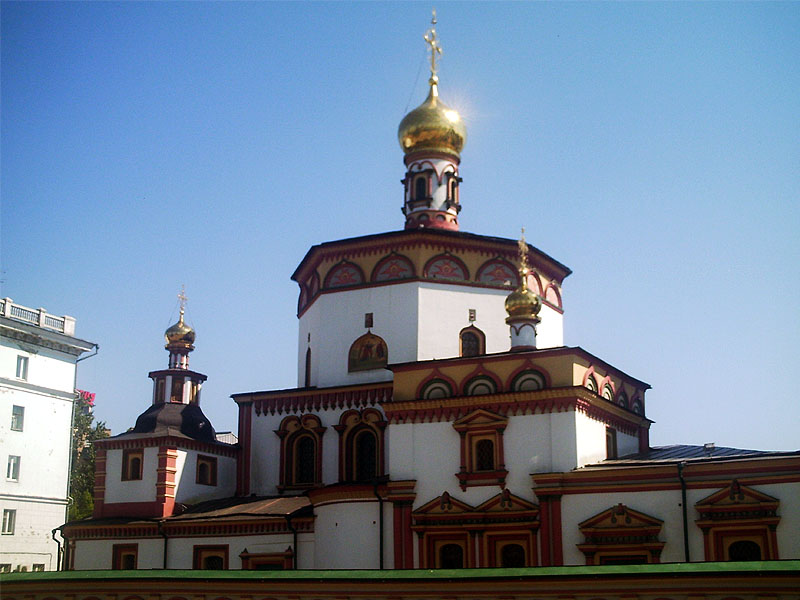
Главный придел
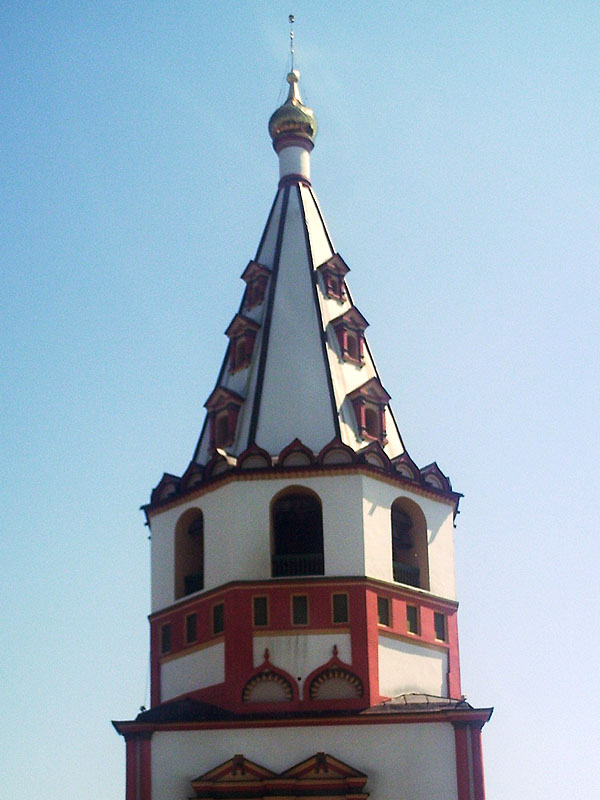
Колокольня
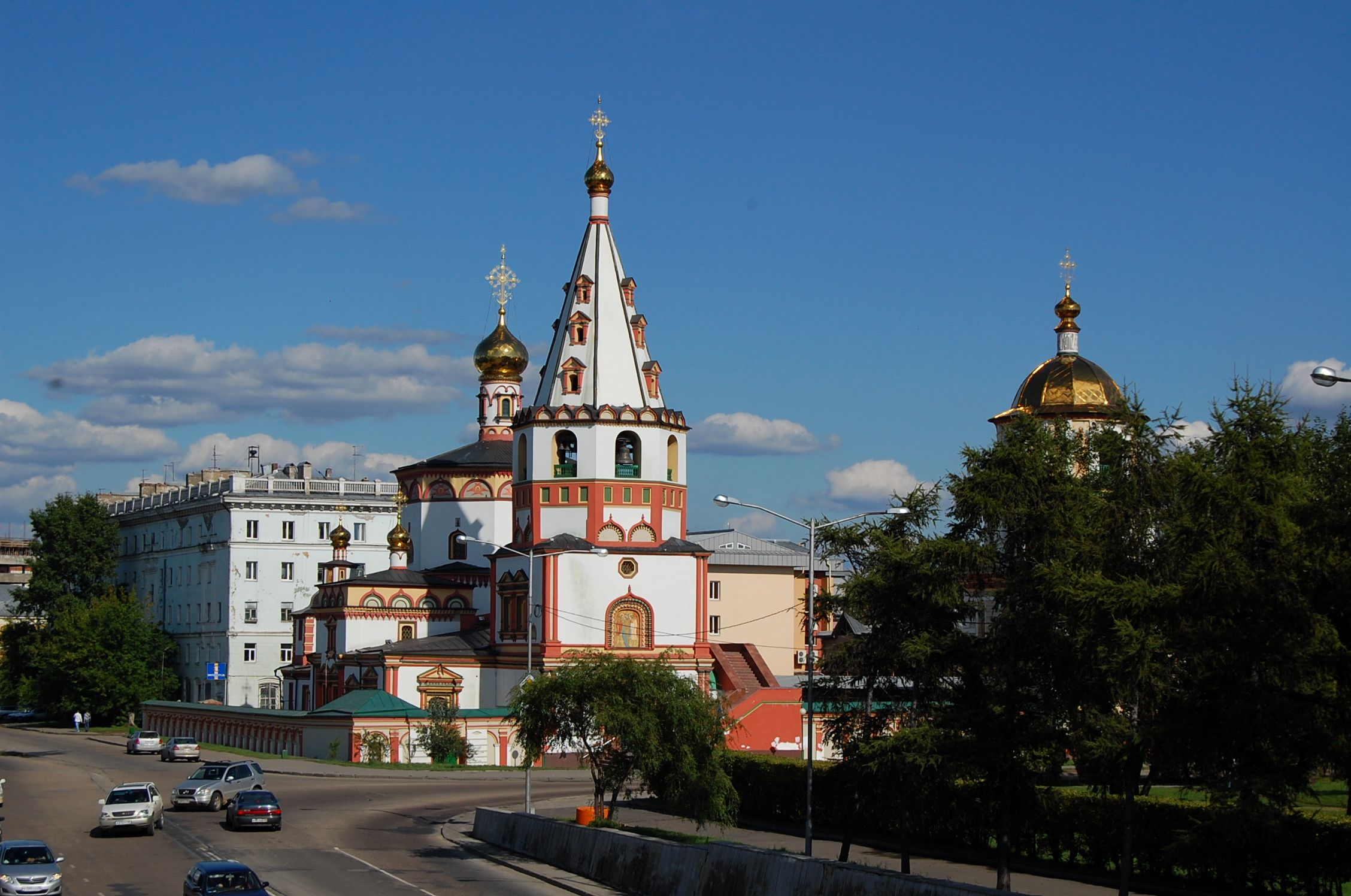
Вид церкви с пешеходного мостика